# Stichting Pergamijn
Stichting Pergamijn is een Nederlandse zorgorganisatie gevestigd in de provincie Limburg, met enkele tientallen vestigingen in Midden- en Zuid-Limburg (gemeenten Echt, Sittard, Beek, Brunssum, Meerssen, Heerlen, Valkenburg, Beekdaelen en Maasgouw). In Echt biedt Pergamijn op terrein Pepinusbrug de mogelijkheid om te wonen en te leven in een beschermde omgeving.  Het hoofdkantoor bevindt zich in Sittard.
Stichting Pergamijn ontstond in 2003 uit de fusie van Stichting Pepijn uit Echt en de Paulus Stichting uit Sittard. Tot 2009 Stichting Pepijn en Paulus genoemd, veranderde de organisatie haar naam toen in Stichting Pergamijn.
De stichting ondersteunt en begeleidt mensen met een verstandelijke beperking en/of complexe zorgvraag. Pergamijn biedt aan haar cliënten een gevarieerd aanbod aan voorzieningen voor wonen, ambulante begeleiding, zinvolle daginvulling, werken en ontspanning. Daarbij werkt Pergamijn vanuit de behoeftes en wensen van de individuele cliënt, die ook zoveel als mogelijk de regie zelf in handen heeft.